# Áns saga bogsveigis

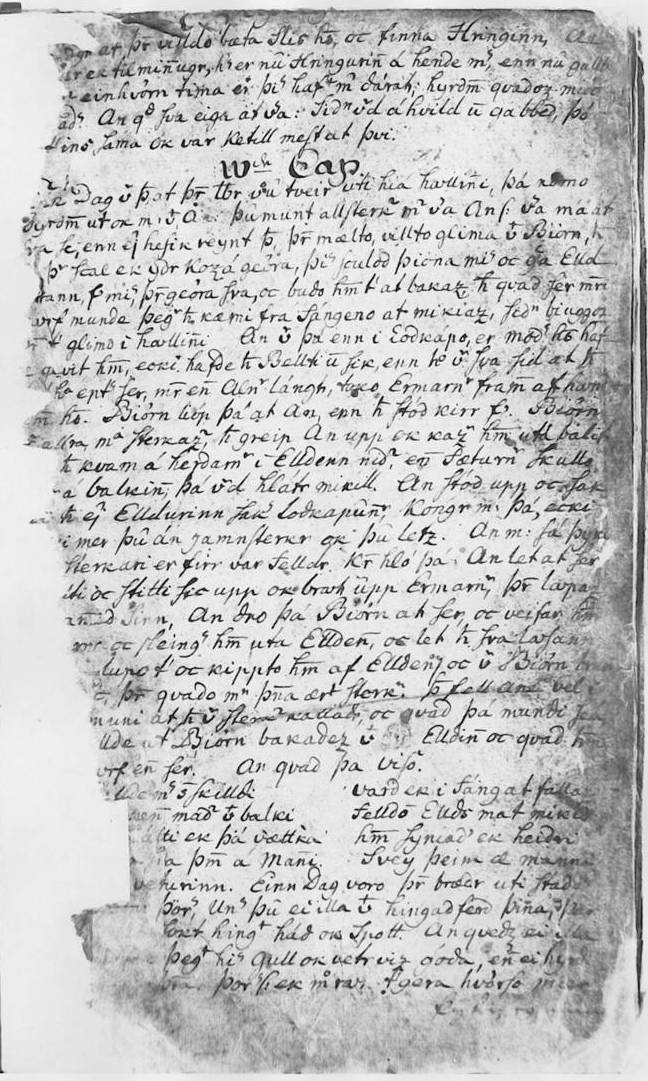
Áns saga bogsveigis ÍB 43 folio.

Áns saga bogsveigis, o la saga del doblador del arco, es una saga legendaria escrita en nórdico antiguo del grupo Hrafnistumannasögur sobre los parientes de Ketil Trout. El argumento trata de la enemistad entre "An el doblador de arcos" e Ingjald, rey de Namdalen. Posiblemente fue escrita en el siglo XIV.